# John Yakabuski
John A. Yakabuski , né le 14 juin 1957, est un homme politique canadien, membre du Parti progressiste-conservateur de l'Ontario.
Il est ministre des Ressources naturelles et des Forêts de l'Ontario de 2018 à 2021 dans le cabinet de Doug Ford. 
Il est député de l’Assemblée législative de l’Ontario étant élu dans la circonscription de Renfrew—Nipissing—Pembroke, dans l’est de l’Ontario, en 2003. 
Son père, Paul Yakabuski, était également député provincial conservateur de la région de 1963 à 1987.

## Biographie

### Contexte
Yakabuski est un ancien représentant des ventes immobilières et a été pendant vingt ans propriétaire et exploitant de Yakabuski's Home Hardware à Barry's Bay, en Ontario. Au moment de son élection, il était membre du comité directeur de la campagne d'équipement capitalisé de l'hôpital St. Francis Memorial. Il est également actif dans l’église luthérienne locale.
Son défunt frère, Kim Yakabuski, était le partenaire de vie de l'ancien procureur général libéral Ian Scott. Son frère, Konrad Yakabuski, est chroniqueur au Globe and Mail. Lui et sa femme Vicky ont quatre enfants.

### Parcours politique
Yakabuski a été élu au conseil municipal de Barry's Bay en 1997 et était chargé de superviser diverses questions concernant la fusion de la région. Il ne s’est pas présenté à la réélection en 2000.
Yakabuski est élu à l'Assemblée législative de l'Ontario lors des élections provinciales de 2003, battant le libéral Derek Nighbor par 595 voix. Ce résultat a été considéré par certains comme une surprise, car il s'agissait du seul siège autrefois libéral à être remporté par les conservateurs lors d'une élection qui a vu les libéraux élus à la tête d'un gouvernement majoritaire solide. De plus, le siège était occupé depuis de nombreuses années par le libéral Sean Conway (le cousin germain de Yakabuski). Yakabuski a remporté l'élection malgré la publication de ses condamnations antérieures par la presse d'opposition.
Lors des élections provinciales de 2007, il est facilement réélu, battant le candidat libéral Sean Kelly par plus de 15 000 voix. Il a été réélu aux élections provinciales de 2011 et de 2014.
Yakabuski était le porte-parole du travail et de la formation dans l'opposition officielle et le whip de l'opposition officielle. Il s'est présenté au poste de chef intérimaire du parti après la démission de Tim Hudak, mais sa candidature a été écartée au profit de Jim Wilson.
Yakabuski est nommé ministre des Ressources naturelles et des Forêts dans le cabinet de Doug Ford. Il est retiré du cabinet lors du remaniement ministériel de 2021 par le premier ministre Doug Ford et est nommé adjoint parlementaire au premier ministre de l'Ontario.
Yakabuski est réélu lors des élections générales de 2022 en Ontario.
Le 29 juin 2002, Yakabuski est nommé adjoint parlementaire au ministre de l’Environnement, des Parcs et de la Conservation.